# Mickelsharu
Mickelsharu är en ö i Finland. Den ligger i Skärgårdshavet och i kommunen Kimitoön i den ekonomiska regionen  Åboland i landskapet Egentliga Finland, i den sydvästra delen av landet. Ön ligger omkring 68 kilometer söder om Åbo och omkring 170 kilometer väster om Helsingfors. Mickelsharu ligger 8 meter över havet.
Öns area är 3 hektar och dess största längd är 310 meter i öst-västlig riktning. Det finns inga samhällen i närheten.